# 出羽村 (山形県)
出羽村（でわむら）は、かつて山形県東村山郡にあった村。

## 沿革
- 1889年（明治22年）4月1日 - 町村制施行に伴い、東村山郡漆山村・千手堂村・七浦村の区域をもって出羽村が発足。
- 1954年（昭和29年）10月1日 - 山形市に編入。同日出羽村廃止。